# لانغن (هسن)
لانغن (بالألمانية: Langen, Hesse) هي city with tens of thousands of inhabitants و بلدة ألمانية تقع في ألمانيا في Offenbach.

## أعلام
- آرون سيديل
- يان كوستن فاجنر
- أوسكار مولر
- ميكي بابل
- رالف شنايدر